# Luis Quiroz
Luis Eduardo Quiroz (n. Cuenca, Ecuador; 2 de septiembre de 1986) es un árbitro de fútbol ecuatoriano. Es árbitro internacional FIFA desde 2017.

## Trayectoria
Luis Eduardo Quiroz es un árbitro ecuatoriano que nació en la ciudad de Cuenca en septiembre de 1986, estudió Cultura Física en la Universidad de Cuenca, ha dirigido varios partidos nacionales e internacionales, debutó en el año 2014 y es internacional FIFA desde 2017, así ha dirigido varios partidos de Copa Conmebol Sudamericana, de igual manera ha dirigido varios partidos en el Campeonato Ecuatoriano de Fútbol y Copa Ecuador.
Uno de los partidos más importantes que dirigió fue la final del Campeonato Ecuatoriano de Fútbol 2018 entre Liga y Emelec. También fue designado para impartir justicia en las semifinales y final de la Copa Ecuador 2018-19.

## Internacional
En el plano internacional debutó el año 2018 en la Copa Sudamericana 2018 y 2019, también en el Campeonato Sudamericano de Fútbol Sub-17 de 2019 y algunos amistosos internacionales de selecciones como el que jugaron Colombia vs. Panamá con triunfo 3-0 para el equipo cafetero, fue cuarto árbitro en el partido que Ecuador ganó 3-0 a Bolivia en el estadio Alejandro Serrano Aguilar de Cuenca.

### Participaciones en Campeonatos Sudamericanos
| Campeonato Sudamericano de Fútbol Sub-17 de 2019 – Perú | Campeonato Sudamericano de Fútbol Sub-17 de 2019 – Perú | Campeonato Sudamericano de Fútbol Sub-17 de 2019 – Perú | Campeonato Sudamericano de Fútbol Sub-17 de 2019 – Perú | Campeonato Sudamericano de Fútbol Sub-17 de 2019 – Perú | Campeonato Sudamericano de Fútbol Sub-17 de 2019 – Perú | Campeonato Sudamericano de Fútbol Sub-17 de 2019 – Perú | Campeonato Sudamericano de Fútbol Sub-17 de 2019 – Perú |
| Fecha                                                   | Partido                                                 | Sede                                                    | Fase                                                    | Amonestado                                              | Otorgado · Otorgado otra vez · Expulsado                | Expulsado                                               | Anotado · Penal                                         |
| ------------------------------------------------------- | ------------------------------------------------------- | ------------------------------------------------------- | ------------------------------------------------------- | ------------------------------------------------------- | ------------------------------------------------------- | ------------------------------------------------------- | ------------------------------------------------------- |
| 22 de marzo de 2019                                     | Brasil 3 – 2 Paraguay                                   | Lima                                                    | Fase de grupos                                          | 7                                                       | 0                                                       | 0                                                       | 0                                                       |
| 30 de marzo de 2019                                     | Brasil 0 – 3 Argentina                                  | Lima                                                    | Fase de grupos                                          | 3                                                       | 1                                                       | 0                                                       | 1                                                       |

### Participaciones en eliminatorias
| Clasificación de Conmebol para el Mundial 2022 – Sudamérica | Clasificación de Conmebol para el Mundial 2022 – Sudamérica | Clasificación de Conmebol para el Mundial 2022 – Sudamérica | Clasificación de Conmebol para el Mundial 2022 – Sudamérica | Clasificación de Conmebol para el Mundial 2022 – Sudamérica | Clasificación de Conmebol para el Mundial 2022 – Sudamérica | Clasificación de Conmebol para el Mundial 2022 – Sudamérica | Clasificación de Conmebol para el Mundial 2022 – Sudamérica |
| Fecha                                                       | Partido                                                     | Sede                                                        | Jornada                                                     | Amonestado                                                  | Otorgado · Otorgado otra vez · Expulsado                    | Expulsado                                                   | Anotado · Penal                                             |
| ----------------------------------------------------------- | ----------------------------------------------------------- | ----------------------------------------------------------- | ----------------------------------------------------------- | ----------------------------------------------------------- | ----------------------------------------------------------- | ----------------------------------------------------------- | ----------------------------------------------------------- |
| 5 de septiembre de 2021                                     | Perú 1 – 0 Venezuela                                        | Lima                                                        | Fecha 6                                                     | 3                                                           | 1                                                           | 0                                                           | 0                                                           |

### Participaciones en amistosos
| Amistosos          | Amistosos             | Amistosos | Amistosos  | Amistosos                                | Amistosos | Amistosos       | Amistosos |
| Fecha              | Partido               | Sede      | Amonestado | Otorgado · Otorgado otra vez · Expulsado | Expulsado | Anotado · Penal |           |
| ------------------ | --------------------- | --------- | ---------- | ---------------------------------------- | --------- | --------------- | --------- |
| 4 de junio de 2019 | Colombia 3 – 0 Panamá | Bogotá    | 0          | 0                                        | 0         | 1               |           |

## Estadísticas
| Competición                                                                | Organizador | Años  | PD  | Amonestado | Prom. | Expulsado | Prom. |
| -------------------------------------------------------------------------- | ----------- | ----- | --- | ---------- | ----- | --------- | ----- |
| Serie A de Ecuador                                                         | FEF–LigaPro | 2014– | 168 | 767        | 4,56  | 28        | 0,17  |
| Serie B de Ecuador                                                         | FEF–LigaPro | 2019– | 11  | 62         | 5,64  | 1         | 0,09  |
| Copa Ecuador                                                               | FEF         | 2019– | 6   | 11         | 1,83  | 0         | 0     |
| Supercopa de Ecuador                                                       | FEF         |       | 0   | 0          | 0     | 0         | 0     |
| Copa Conmebol Libertadores                                                 | Conmebol    | 2020– | 2   | 8          | 4     | 1         | 0,5   |
| Copa Conmebol Sudamericana                                                 | Conmebol    | 2018– | 13  | 46         | 3,54  | 4         | 0,31  |
| Sudamericano Sub-17                                                        | Conmebol    | 2019  | 2   | 10         | 5     | 1         | 0,5   |
| Clasificación de Conmebol para la Copa Mundial de la FIFA                  | FIFA        | 2021  | 1   | 3          | 3     | 1         | 1     |
| Amistosos                                                                  | FIFA        | 2019  | 1   | 0          | 0     | 0         | 0     |
| Total                                                                      | Total       | 2014– | 204 | 907        | 4,45  | 36        | 0,18  |
| Datos actualizados al último partido arbitrado el 31 de diciembre de 2023. |             |       |     |            |       |           |       |